# Marian Schaller

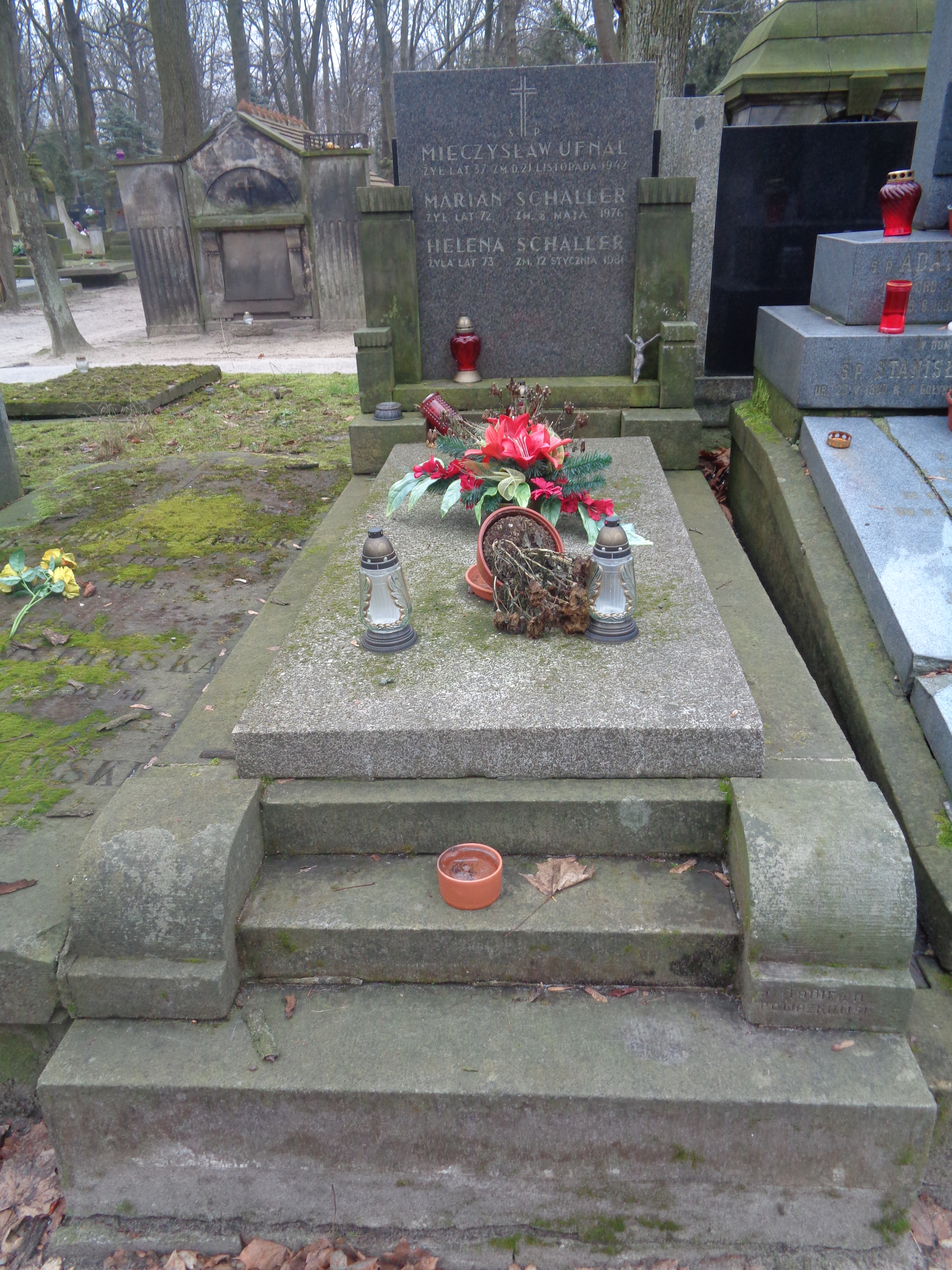
Grób Mariana Schallera na Cmentarzu Powązkowskim

Marian Karol Schaller (ur. 5 lutego 1904 w Krakowie, zm. 8 maja 1976 w Warszawie) – polski piłkarz, pomocnik. Długoletni zawodnik warszawskiej Legii.

## Życiorys
Karierę zaczynał w krakowskiej Uranii. Grał także w Pogoni Wilno i klubie Cresovia z Grodna. Najlepszy okres spędził jednak w Legii. Występował w tym klubie przez niemal 10 lat 1927–1936. W 1949 krótko był trenerem warszawskiego zespołu.
W reprezentacji Polski debiutował 26 października 1930 w meczu z Łotwą, ostatni raz zagrał w 1934. Łącznie w biało-czerwonych barwach rozegrał 4 oficjalne spotkania.
Pochowany na cmentarzu Powązkowskim w Warszawie (kwatera 201-2-4).